# Viaduct van Battice
Het viaduct van Battice is een spoorwegviaduct bij Battice, een deelgemeente van Herve. Het viaduct overspant het knooppunt Battice, waar de E42/A27 aansluit op de E40/A3. Het viaduct is een deel van HSL 3 en loopt parallel met de E40/A3-autosnelweg. Het viaduct is 1226 m lang en wordt beheerd door Infrabel.
Het viaduct werd gebouwd in 2007, bij de aanleg van de HSL 3 tussen Luik en de Duitse grens. Omdat de streek gevoelig is voor aardschokken, waren verticaal in de grond geboorde pijlers niet geschikt, ook omwille van de slechte stabiliteit van de bodem. Daarom werden de V-vormige pijlers op een horizontale "sandwich" van geprefabriceerde betonplaten. Door te werken met korte overspanningen (en veel pijlers) kon de totale hoogte van het viaduct beperkt gehouden worden, zodat de landschappelijke impact voor de omwonenden beperkt bleef.